# Lista de campeãs do carnaval de São Paulo
Esta é a lista de escolas de samba campeãs do Carnaval de São Paulo.
A partir de 1968, sob a gestão de José Vicente Faria Lima à frente da Prefeitura de São Paulo, o desfile foi oficializado e apoiado pelo poder público. Nesse ano, o regulamento do concurso de escolas de samba foi inspirado no regulamento vigente no Carnaval carioca e, dessa forma, o baliza foi extinto, o estandarte se transformou em bandeira, os instrumentos de sopro foram proibidos, a ala de baianas tornou-se obrigatória e a temática livre deu lugar ao desenvolvimento de um enredo.

## Campeãs por ano
| Carnavais não oficiais | Carnavais não oficiais                                                                                                 | Carnavais não oficiais                                                                                                 | Carnavais não oficiais | Carnavais não oficiais                                                                                                 | Carnavais não oficiais | Carnavais não oficiais | Carnavais não oficiais | Carnavais não oficiais | Carnavais não oficiais | Carnavais não oficiais | Carnavais não oficiais | Carnavais não oficiais | Carnavais não oficiais | Carnavais não oficiais | Carnavais não oficiais | Carnavais não oficiais | Carnavais não oficiais | Carnavais não oficiais | Carnavais não oficiais | Carnavais não oficiais | Carnavais não oficiais | Carnavais não oficiais | Carnavais não oficiais | Carnavais não oficiais | Carnavais não oficiais |
| Ano                    | Campeã | N.º | Enredo | Carnavalesco | Ref.                   |                        |                        |                        |                        |                        |                        |                        |                        |                        |                        |                        |                        |                        |                        |                        |                        |                        |                        |                        |                        |
| ---------------------- | --- | --- | --- | --- | ---------------------- | ---------------------- | ---------------------- | ---------------------- | ---------------------- | ---------------------- | ---------------------- | ---------------------- | ---------------------- | ---------------------- | ---------------------- | ---------------------- | ---------------------- | ---------------------- | ---------------------- | ---------------------- | ---------------------- | ---------------------- | ---------------------- | ---------------------- | ---------------------- |
| 1950                   | Lavapés Pirata Negro                                                                                                   | 1 | Baianas | Deolinda Madre |                        |                        |                        |                        |                        |                        |                        |                        |                        |                        |                        |                        |                        |                        |                        |                        |                        |                        |                        |                        |                        |
| 1951                   | Lavapés Pirata Negro                                                                                                   | 2 | Pirapora | Deolinda Madre |                        |                        |                        |                        |                        |                        |                        |                        |                        |                        |                        |                        |                        |                        |                        |                        |                        |                        |                        |                        |                        |
| 1952                   | Lavapés Pirata Negro                                                                                                   | 3 | Tia Ciata | Deolinda Madre |                        |                        |                        |                        |                        |                        |                        |                        |                        |                        |                        |                        |                        |                        |                        |                        |                        |                        |                        |                        |                        |
| 1953                   | Lavapés Pirata Negro                                                                                                   | 4 | Rio de Janeiro | Deolinda Madre |                        |                        |                        |                        |                        |                        |                        |                        |                        |                        |                        |                        |                        |                        |                        |                        |                        |                        |                        |                        |                        |
| 1954                   | Brasil de Santos | 1 | Brasil | Comissão de Carnaval                                                                                                   |                        |                        |                        |                        |                        |                        |                        |                        |                        |                        |                        |                        |                        |                        |                        |                        |                        |                        |                        |                        |                        |
| 1955                   | Garotos do Itaim † | 1 | Inconfidência Mineira | Comissão de Carnaval                                                                                                   |                        |                        |                        |                        |                        |                        |                        |                        |                        |                        |                        |                        |                        |                        |                        |                        |                        |                        |                        |                        |                        |
| 1956                   | Nenê de Vila Matilde                                                                                                   | 1 | Casa Grande e a Senzala | Mário Protestato |                        |                        |                        |                        |                        |                        |                        |                        |                        |                        |                        |                        |                        |                        |                        |                        |                        |                        |                        |                        |                        |
| 1956                   | Lavapés Pirata Negro                                                                                                   | 5 | Folclore | Deolinda Madre |                        |                        |                        |                        |                        |                        |                        |                        |                        |                        |                        |                        |                        |                        |                        |                        |                        |                        |                        |                        |                        |
| 1957                   | Unidos do Peruche | 1 | Menção Honrosa | Carlos Alberto Caetano                                                                                                 |                        |                        |                        |                        |                        |                        |                        |                        |                        |                        |                        |                        |                        |                        |                        |                        |                        |                        |                        |                        |                        |
| 1958                   | Nenê de Vila Matilde                                                                                                   | 2 | O Grito do Ipiranga | Mário Protestato |                        |                        |                        |                        |                        |                        |                        |                        |                        |                        |                        |                        |                        |                        |                        |                        |                        |                        |                        |                        |                        |
| 1959                   | Nenê de Vila Matilde                                                                                                   | 3 | Chica da Silva | Mário Protestato |                        |                        |                        |                        |                        |                        |                        |                        |                        |                        |                        |                        |                        |                        |                        |                        |                        |                        |                        |                        |                        |
| 1960                   | Nenê de Vila Matilde                                                                                                   | 4 | O Despertar de um Gigante | Mário Protestato |                        |                        |                        |                        |                        |                        |                        |                        |                        |                        |                        |                        |                        |                        |                        |                        |                        |                        |                        |                        |                        |
| 1961                   | Lavapés Pirata Negro                                                                                                   | 6 | Festa Popular | Deolinda Madre |                        |                        |                        |                        |                        |                        |                        |                        |                        |                        |                        |                        |                        |                        |                        |                        |                        |                        |                        |                        |                        |
| 1962                   | Unidos do Peruche | 2 | Castro Alves | Geraldo Filme |                        |                        |                        |                        |                        |                        |                        |                        |                        |                        |                        |                        |                        |                        |                        |                        |                        |                        |                        |                        |                        |
| 1963                   | Nenê de Vila Matilde                                                                                                   | 5 | Enaltecendo uma raça | Antônio Alves Almeida                                                                                                  |                        |                        |                        |                        |                        |                        |                        |                        |                        |                        |                        |                        |                        |                        |                        |                        |                        |                        |                        |                        |                        |
| 1964                   | Lavapés Pirata Negro                                                                                                   | 7 | Chico Rei | Deolinda Madre |                        |                        |                        |                        |                        |                        |                        |                        |                        |                        |                        |                        |                        |                        |                        |                        |                        |                        |                        |                        |                        |
| 1965                   | Nenê de Vila Matilde                                                                                                   | 6 | O Mundo Encantado de Monteiro Lobato                                                                                                 | Antônio Alves Almeida                                                                                                  |                        |                        |                        |                        |                        |                        |                        |                        |                        |                        |                        |                        |                        |                        |                        |                        |                        |                        |                        |                        |                        |
| 1965                   | Unidos do Peruche | 3 | IV Centenário do Rio de Janeiro | B. Lobo |                        |                        |                        |                        |                        |                        |                        |                        |                        |                        |                        |                        |                        |                        |                        |                        |                        |                        |                        |                        |                        |
| 1966                   | Unidos do Peruche | 4 | Exaltação a Carlos Gomes | Geraldo Filme |                        |                        |                        |                        |                        |                        |                        |                        |                        |                        |                        |                        |                        |                        |                        |                        |                        |                        |                        |                        |                        |
| 1967                   | Unidos do Peruche | 5 | Exaltação a São Paulo | Geraldo Filme e B. Lobo                                                                                                | [ 2 ]                  |                        |                        |                        |                        |                        |                        |                        |                        |                        |                        |                        |                        |                        |                        |                        |                        |                        |                        |                        |                        |
| Carnavais oficiais     | | | | |                        |                        |                        |                        |                        |                        |                        |                        |                        |                        |                        |                        |                        |                        |                        |                        |                        |                        |                        |                        |                        |
| 1968                   | Nenê de Vila Matilde                                                                                                   | 7 | Vendaval Maravilhoso | Antônio Alves Almeida                                                                                                  | [ 3 ]                  |                        |                        |                        |                        |                        |                        |                        |                        |                        |                        |                        |                        |                        |                        |                        |                        |                        |                        |                        |                        |
| 1969                   | Nenê de Vila Matilde                                                                                                   | 8 | Com Recife antigo no coração | Sinésio Serrano | [ 4 ]                  |                        |                        |                        |                        |                        |                        |                        |                        |                        |                        |                        |                        |                        |                        |                        |                        |                        |                        |                        |                        |
| 1970                   | Nenê de Vila Matilde                                                                                                   | 9 | Paulicéia Desvairada | Francisco Lucrécio | [ 5 ]                  |                        |                        |                        |                        |                        |                        |                        |                        |                        |                        |                        |                        |                        |                        |                        |                        |                        |                        |                        |                        |
| 1971                   | Mocidade Alegre | 1 | São Paulo e seus carnavais | Álvaro Ribeiro e Ivo Rodrigues                                                                                         | [ 6 ]                  |                        |                        |                        |                        |                        |                        |                        |                        |                        |                        |                        |                        |                        |                        |                        |                        |                        |                        |                        |                        |
| 1972                   | Mocidade Alegre | 2 | São Paulo, trabalho, seresta e samba                                                                                                 | J. Muniz Júnior | [ 7 ]                  |                        |                        |                        |                        |                        |                        |                        |                        |                        |                        |                        |                        |                        |                        |                        |                        |                        |                        |                        |                        |
| 1973                   | Mocidade Alegre | 3 | Odisséia de uma raça | Edson Machado | [ 8 ]                  |                        |                        |                        |                        |                        |                        |                        |                        |                        |                        |                        |                        |                        |                        |                        |                        |                        |                        |                        |                        |
| 1974                   | Camisa Verde e Branco                                                                                                  | 1 | Uma certa nega Fulô | Ruben Confete | [ 9 ]                  |                        |                        |                        |                        |                        |                        |                        |                        |                        |                        |                        |                        |                        |                        |                        |                        |                        |                        |                        |                        |
| 1975                   | Camisa Verde e Branco                                                                                                  | 2 | Tropicália | Comissão de Carnaval                                                                                                   | [ 10 ]                 |                        |                        |                        |                        |                        |                        |                        |                        |                        |                        |                        |                        |                        |                        |                        |                        |                        |                        |                        |                        |
| 1976                   | Camisa Verde e Branco                                                                                                  | 3 | Atlântida e suas chanchadas | Comissão de Carnaval                                                                                                   | [ 11 ]                 |                        |                        |                        |                        |                        |                        |                        |                        |                        |                        |                        |                        |                        |                        |                        |                        |                        |                        |                        |                        |
| 1977                   | Camisa Verde e Branco                                                                                                  | 4 | Narainã, a alvorada dos pássaros | Augusto Henrique | [ 12 ]                 |                        |                        |                        |                        |                        |                        |                        |                        |                        |                        |                        |                        |                        |                        |                        |                        |                        |                        |                        |                        |
| 1978                   | Vai-Vai | 1 | Na arca de Noel quem entrou não saiu mais                                                                                            | Namur Scaldaferre e Sérgio Edson                                                                                       | [ 13 ]                 |                        |                        |                        |                        |                        |                        |                        |                        |                        |                        |                        |                        |                        |                        |                        |                        |                        |                        |                        |                        |
| 1979                   | Camisa Verde e Branco                                                                                                  | 5 | Almôndegas de Ouro | Augusto Henrique | [ 14 ]                 |                        |                        |                        |                        |                        |                        |                        |                        |                        |                        |                        |                        |                        |                        |                        |                        |                        |                        |                        |                        |
| 1980                   | Mocidade Alegre | 4 | Embaixada de sonho e bamba | J. Muniz Júnior e Teresa Santos                                                                                        | [ 15 ]                 |                        |                        |                        |                        |                        |                        |                        |                        |                        |                        |                        |                        |                        |                        |                        |                        |                        |                        |                        |                        |
| 1981                   | Vai-Vai | 2 | Acredita se quiser | Namur Scaldaferre | [ 16 ]                 |                        |                        |                        |                        |                        |                        |                        |                        |                        |                        |                        |                        |                        |                        |                        |                        |                        |                        |                        |                        |
| 1982                   | Vai-Vai | 3 | Orun-Ayê. O eterno amanhecer | Maria Argentina Ribas                                                                                                  | [ 17 ]                 |                        |                        |                        |                        |                        |                        |                        |                        |                        |                        |                        |                        |                        |                        |                        |                        |                        |                        |                        |                        |
| 1983                   | Rosas de Ouro | 1 | Nostalgia | Augusto de Oliveira | [ 18 ]                 |                        |                        |                        |                        |                        |                        |                        |                        |                        |                        |                        |                        |                        |                        |                        |                        |                        |                        |                        |                        |
| 1984                   | Rosas de Ouro | 2 | A velha academia berço de heróis | Pedro Pinotti | [ 19 ]                 |                        |                        |                        |                        |                        |                        |                        |                        |                        |                        |                        |                        |                        |                        |                        |                        |                        |                        |                        |                        |
| 1985                   | Nenê de Vila Matilde                                                                                                   | 10 | O dia em que o cacique rodou a baiana, ai ó!                                                                                         | Alberto Alves da Silva Filho                                                                                           | [ 20 ]                 |                        |                        |                        |                        |                        |                        |                        |                        |                        |                        |                        |                        |                        |                        |                        |                        |                        |                        |                        |                        |
| 1986                   | Vai-Vai | 4 | Do jeito que a gente gosta | Miguel Biondi Júnior                                                                                                   | [ 21 ]                 |                        |                        |                        |                        |                        |                        |                        |                        |                        |                        |                        |                        |                        |                        |                        |                        |                        |                        |                        |                        |
| 1987                   | Vai-Vai | 5 | A volta ao Mundo em 80 minutos | Namur Scaldaferre e Miguel Biondi Júnior                                                                               | [ 22 ]                 |                        |                        |                        |                        |                        |                        |                        |                        |                        |                        |                        |                        |                        |                        |                        |                        |                        |                        |                        |                        |
| 1988                   | Vai-Vai | 6 | Amado Jorge, a história de uma raça brasileira                                                                                       | Ulisses Cruz | [ 23 ]                 |                        |                        |                        |                        |                        |                        |                        |                        |                        |                        |                        |                        |                        |                        |                        |                        |                        |                        |                        |                        |
| 1989                   | Camisa Verde e Branco                                                                                                  | 6 | Quem gasta tudo num dia, no outro assovia                                                                                            | Cláudio Quatrucci | [ 24 ]                 |                        |                        |                        |                        |                        |                        |                        |                        |                        |                        |                        |                        |                        |                        |                        |                        |                        |                        |                        |                        |
| 1990                   | Camisa Verde e Branco                                                                                                  | 7 | Dos Barões do café a Sarney, onde foi que errei?                                                                                     | Cláudio Quatrucci | [ 25 ]                 |                        |                        |                        |                        |                        |                        |                        |                        |                        |                        |                        |                        |                        |                        |                        |                        |                        |                        |                        |                        |
| 1990                   | Rosas de Ouro | 3 | Até que enfim,...o sábado | Eduardo Basílio | [ 25 ]                 |                        |                        |                        |                        |                        |                        |                        |                        |                        |                        |                        |                        |                        |                        |                        |                        |                        |                        |                        |                        |
| 1991                   | Camisa Verde e Branco                                                                                                  | 8 | Combustível da ilusão | Claúdio Quatrucci | [ 26 ]                 |                        |                        |                        |                        |                        |                        |                        |                        |                        |                        |                        |                        |                        |                        |                        |                        |                        |                        |                        |                        |
| 1991                   | Rosas de Ouro | 4 | De piloto de fogão a chefe da nação                                                                                                  | Raul Diniz | [ 26 ]                 |                        |                        |                        |                        |                        |                        |                        |                        |                        |                        |                        |                        |                        |                        |                        |                        |                        |                        |                        |                        |
| 1992                   | Rosas de Ouro | 5 | Non Ducor Duco, Qual é a minha cara                                                                                                  | Raul Diniz | [ 27 ]                 |                        |                        |                        |                        |                        |                        |                        |                        |                        |                        |                        |                        |                        |                        |                        |                        |                        |                        |                        |                        |
| 1993                   | Camisa Verde e Branco                                                                                                  | 9 | Talismã | Augusto de Oliveira | [ 28 ]                 |                        |                        |                        |                        |                        |                        |                        |                        |                        |                        |                        |                        |                        |                        |                        |                        |                        |                        |                        |                        |
| 1993                   | Vai-Vai | 7 | Nem tudo que reluz é ouro | Miguel Biondi Júnior                                                                                                   | [ 28 ]                 |                        |                        |                        |                        |                        |                        |                        |                        |                        |                        |                        |                        |                        |                        |                        |                        |                        |                        |                        |                        |
| 1994                   | Rosas de Ouro | 6 | Sapoti | Tito Arantes | [ 29 ]                 |                        |                        |                        |                        |                        |                        |                        |                        |                        |                        |                        |                        |                        |                        |                        |                        |                        |                        |                        |                        |
| 1995                   | Gaviões da Fiel | 1 | Coisa boa é pra sempre | Raul Diniz | [ 30 ]                 |                        |                        |                        |                        |                        |                        |                        |                        |                        |                        |                        |                        |                        |                        |                        |                        |                        |                        |                        |                        |
| 1996                   | Vai-Vai | 8 | A rainha, a noite tudo transforma | Sidinho Ramos | [ 31 ]                 |                        |                        |                        |                        |                        |                        |                        |                        |                        |                        |                        |                        |                        |                        |                        |                        |                        |                        |                        |                        |
| 1997                   | X-9 Paulistana | 1 | Amazônia - A Dama do Universo | Augusto de Oliveira | [ 32 ]                 |                        |                        |                        |                        |                        |                        |                        |                        |                        |                        |                        |                        |                        |                        |                        |                        |                        |                        |                        |                        |
| 1998                   | Vai-Vai | 9 | Banzai! Vai-Vai | Chico Spinoza | [ 33 ]                 |                        |                        |                        |                        |                        |                        |                        |                        |                        |                        |                        |                        |                        |                        |                        |                        |                        |                        |                        |                        |
| 1999                   | Gaviões da Fiel | 2 | O Príncipe Encoberto ou a Busca de Dom Sebastião na ilha de São Luis do Maranhão                                                     | Roberto Szaniecki | [ 34 ]                 |                        |                        |                        |                        |                        |                        |                        |                        |                        |                        |                        |                        |                        |                        |                        |                        |                        |                        |                        |                        |
| 1999                   | Vai-Vai | 10 | Nostradamus | Chico Spinoza | [ 34 ]                 |                        |                        |                        |                        |                        |                        |                        |                        |                        |                        |                        |                        |                        |                        |                        |                        |                        |                        |                        |                        |
| 2000                   | Vai-Vai | 11 | Vai Vai Brasil | Flavio Tavares | [ 35 ]                 |                        |                        |                        |                        |                        |                        |                        |                        |                        |                        |                        |                        |                        |                        |                        |                        |                        |                        |                        |                        |
| 2000                   | X-9 Paulistana | 2 | Quem é você, Café? | Lucas Pinto | [ 35 ]                 |                        |                        |                        |                        |                        |                        |                        |                        |                        |                        |                        |                        |                        |                        |                        |                        |                        |                        |                        |                        |
| 2001                   | Vai-Vai | 12 | O Caminho da Luz - A Paz Universal                                                                                                   | Ilvamar Magalhães | [ 36 ]                 |                        |                        |                        |                        |                        |                        |                        |                        |                        |                        |                        |                        |                        |                        |                        |                        |                        |                        |                        |                        |
| 2001                   | Nenê de Vila Matilde                                                                                                   | 11 | Voei, voei, na Vila aportei, onde me deram uma coroa de rei                                                                          | Augusto de Oliveira | [ 36 ]                 |                        |                        |                        |                        |                        |                        |                        |                        |                        |                        |                        |                        |                        |                        |                        |                        |                        |                        |                        |                        |
| 2002                   | Gaviões da Fiel | 3 | Xeque-Mate | Jorge Freitas | [ 37 ]                 |                        |                        |                        |                        |                        |                        |                        |                        |                        |                        |                        |                        |                        |                        |                        |                        |                        |                        |                        |                        |
| 2003                   | Gaviões da Fiel | 4 | As Cinco Deusas Encantadas Na Corte Do Rei Gavião                                                                                    | Jorge Freitas | [ 38 ]                 |                        |                        |                        |                        |                        |                        |                        |                        |                        |                        |                        |                        |                        |                        |                        |                        |                        |                        |                        |                        |
| 2004                   | Mocidade Alegre | 5 | Do Além-Mar à Terra da Garoa, Salve Esta Gente Boa                                                                                   | Nelson Ferreira e Zilkson Reis                                                                                         | [ 39 ]                 |                        |                        |                        |                        |                        |                        |                        |                        |                        |                        |                        |                        |                        |                        |                        |                        |                        |                        |                        |                        |
| 2005                   | Império de Casa Verde                                                                                                  | 1 | Brasil - Se Deus É Por Nós, Quem Será Contra Nós?                                                                                    | Paulo Fuhro e Victor Santos                                                                                            | [ 40 ]                 |                        |                        |                        |                        |                        |                        |                        |                        |                        |                        |                        |                        |                        |                        |                        |                        |                        |                        |                        |                        |
| 2006                   | Império de Casa Verde                                                                                                  | 2 | Do boi místico a o boi real. De Garcia D'Ávilla na Bahia ao nelore, O boi que come capim - A saga da pecuária no Brasil para o Mundo | Júnior Marques, Roberto Szaniecki, Delmo de Moraes e Carlos Lopes                                                      | [ 41 ]                 |                        |                        |                        |                        |                        |                        |                        |                        |                        |                        |                        |                        |                        |                        |                        |                        |                        |                        |                        |                        |
| 2007                   | Mocidade Alegre | 6 | Posso Ser Inocente, Debochado e Irreverente...Afinal, Sou o Riso Dessa Gente!                                                        | Zilkson Reis | [ 42 ]                 |                        |                        |                        |                        |                        |                        |                        |                        |                        |                        |                        |                        |                        |                        |                        |                        |                        |                        |                        |                        |
| 2008                   | Vai-Vai | 13 | Vai-Vai Acorda Brasil | Chico Spinoza | [ 43 ]                 |                        |                        |                        |                        |                        |                        |                        |                        |                        |                        |                        |                        |                        |                        |                        |                        |                        |                        |                        |                        |
| 2009                   | Mocidade Alegre | 7 | Da Chama da Razão ao Palco das Emoções... Sou Máquina, Sou Vida... Sou Coração Pulsando Forte na Avenida!!!                          | Fábio Lima, Flávio Campello, Márcio Gonçalves e Sidnei França                                                          | [ 44 ]                 |                        |                        |                        |                        |                        |                        |                        |                        |                        |                        |                        |                        |                        |                        |                        |                        |                        |                        |                        |                        |
| 2010                   | Rosas de Ouro | 7 | Cacau: um grão precioso que virou chocolate, e sem dúvida. se transformou no melhor presente!                                        | Jorge Freitas | [ 45 ]                 |                        |                        |                        |                        |                        |                        |                        |                        |                        |                        |                        |                        |                        |                        |                        |                        |                        |                        |                        |                        |
| 2011                   | Vai-Vai | 14 | A música venceu! | Alexandre Louzada | [ 46 ]                 |                        |                        |                        |                        |                        |                        |                        |                        |                        |                        |                        |                        |                        |                        |                        |                        |                        |                        |                        |                        |
| 2012                   | Mocidade Alegre | 8 | Ojuobá - No Céu, os Olhos do Rei... Na Terra, a Morada dos Milagres... No Coração, Um Obá Muito Amado!                               | Márcio Gonçalves e Sidnei França                                                                                       | [ 47 ]                 |                        |                        |                        |                        |                        |                        |                        |                        |                        |                        |                        |                        |                        |                        |                        |                        |                        |                        |                        |                        |
| 2013                   | Mocidade Alegre | 9 | A Sedução me fez provar, me entregar a tentação...Da Versão Original, qual será o final?                                             | Márcio Gonçalves e Sidnei França                                                                                       | [ 48 ]                 |                        |                        |                        |                        |                        |                        |                        |                        |                        |                        |                        |                        |                        |                        |                        |                        |                        |                        |                        |                        |
| 2014                   | Mocidade Alegre | 10 | Andar Com Fé Eu Vou...Que a Fé Não Costuma Falhar                                                                                    | Márcio Gonçalves e Sidnei França                                                                                       | [ 48 ]                 |                        |                        |                        |                        |                        |                        |                        |                        |                        |                        |                        |                        |                        |                        |                        |                        |                        |                        |                        |                        |
| 2015                   | Vai-Vai | 15 | Simplesmente Elis - A Fábula de Uma Voz na Transversal do Tempo                                                                      | Alexandre Louzada, Eduardo Caetano e André Marins                                                                      | [ 49 ]                 |                        |                        |                        |                        |                        |                        |                        |                        |                        |                        |                        |                        |                        |                        |                        |                        |                        |                        |                        |                        |
| 2016                   | Império de Casa Verde                                                                                                  | 3 | Império dos Mistérios | Jorge Freitas | [ 50 ]                 |                        |                        |                        |                        |                        |                        |                        |                        |                        |                        |                        |                        |                        |                        |                        |                        |                        |                        |                        |                        |
| 2017                   | Acadêmicos do Tatuapé                                                                                                  | 1 | Mãe África conta a sua história: do berço sagrado da humanidade à abençoada terra do grande Zimbábue                                 | Flávio Campello | [ 51 ]                 |                        |                        |                        |                        |                        |                        |                        |                        |                        |                        |                        |                        |                        |                        |                        |                        |                        |                        |                        |                        |
| 2018                   | Acadêmicos do Tatuapé                                                                                                  | 2 | Maranhão: os tambores vão ecoar na Terra da Encantaria                                                                               | Wagner Santos | [ 52 ]                 |                        |                        |                        |                        |                        |                        |                        |                        |                        |                        |                        |                        |                        |                        |                        |                        |                        |                        |                        |                        |
| 2019                   | Mancha Verde | 1 | Oxalá, salve a princesa! A saga de uma guerreira negra                                                                               | Jorge Freitas | [ 53 ]                 |                        |                        |                        |                        |                        |                        |                        |                        |                        |                        |                        |                        |                        |                        |                        |                        |                        |                        |                        |                        |
| 2020                   | Águia de Ouro | 1 | O Poder do Saber – Se saber é poder… Quem sabe faz a hora, não espera acontecer                                                      | Sidnei França | [ 54 ]                 |                        |                        |                        |                        |                        |                        |                        |                        |                        |                        |                        |                        |                        |                        |                        |                        |                        |                        |                        |                        |
| 2021                   | Inicialmente adiados para o mês de julho, os desfiles do Carnaval 2021 foram cancelados devido a pandemia de Covid-19. | Inicialmente adiados para o mês de julho, os desfiles do Carnaval 2021 foram cancelados devido a pandemia de Covid-19. | Inicialmente adiados para o mês de julho, os desfiles do Carnaval 2021 foram cancelados devido a pandemia de Covid-19.               | Inicialmente adiados para o mês de julho, os desfiles do Carnaval 2021 foram cancelados devido a pandemia de Covid-19. | [ 55 ]                 |                        |                        |                        |                        |                        |                        |                        |                        |                        |                        |                        |                        |                        |                        |                        |                        |                        |                        |                        |                        |
| 2022                   | Mancha Verde | 2 | Planeta Água | Comissão de Carnaval                                                                                                   | [ 56 ]                 |                        |                        |                        |                        |                        |                        |                        |                        |                        |                        |                        |                        |                        |                        |                        |                        |                        |                        |                        |                        |
| 2023                   | Mocidade Alegre | 11 | Yasuke | Jorge Silveira | [ 57 ]                 |                        |                        |                        |                        |                        |                        |                        |                        |                        |                        |                        |                        |                        |                        |                        |                        |                        |                        |                        |                        |
| 2024                   | Mocidade Alegre | 12 | Brasiléia Desvairada: a busca de Mário de Andrade por um país                                                                        | Jorge Silveira | [ 58 ]                 |                        |                        |                        |                        |                        |                        |                        |                        |                        |                        |                        |                        |                        |                        |                        |                        |                        |                        |                        |                        |
| 2025                   | Rosas de Ouro | 8 | Rosas de Ouro em uma Grande Jogada                                                                                                   | Fábio Ricardo | [ 59 ]                 |                        |                        |                        |                        |                        |                        |                        |                        |                        |                        |                        |                        |                        |                        |                        |                        |                        |                        |                        |                        |

## Campeonatos por escola
Abaixo, os títulos conquistados por cada escola. O Vai-Vai é a maior campeã do carnaval de São Paulo com 15 campeonatos conquistados. Ao todo, quinze diferentes escolas conquistaram o título máximo do carnaval paulista.
| Legenda: † Escola extinta |

| #  | Agremiação | Agremiação | Agremiação            | Títulos | Anos                                                                                      |
| 1  |            |            | Vai-Vai               | 15      | 1978, 1981, 1982, 1986, 1987, 1988, 1993, 1996, 1998, 1999, 2000, 2001, 2008, 2011 e 2015 |
| 2  |            |            | Mocidade Alegre       | 12      | 1971, 1972, 1973, 1980, 2004, 2007, 2009, 2012, 2013, 2014, 2023 e 2024                   |
| 3  |            |            | Nenê de Vila Matilde  | 11      | 1956, 1958, 1959, 1960, 1962, 1965, 1968, 1969, 1970, 1985 e 2001                         |
| 4  |            |            | Camisa Verde e Branco | 9       | 1974, 1975, 1976, 1977, 1979, 1989, 1990, 1991 e 1993                                     |
| 5  |            |            | Rosas de Ouro         | 8       | 1983, 1984, 1990, 1991, 1992, 1994, 2010 e 2025                                           |
| 6  |            |            | Lavapés Pirata Negro  | 7       | 1950, 1951, 1952, 1953, 1956, 1961 e 1964                                                 |
| 7  |            |            | Unidos do Peruche     | 5       | 1957, 1962, 1965, 1966 e 1967                                                             |
| 8  |            |            | Gaviões da Fiel       | 4       | 1995, 1999, 2002 e 2003                                                                   |
| 9  |            |            | Império de Casa Verde | 3       | 2005, 2006 e 2016                                                                         |
| 10 |            |            | X-9 Paulistana        | 2       | 1997 e 2000                                                                               |
| 10 |            |            | Mancha Verde          | 2       | 2019 e 2022                                                                               |
| 10 |            |            | Acadêmicos do Tatuapé | 2       | 2017 e 2018                                                                               |
| 11 |            |            | Garotos do Itaim †    | 1       | 1955                                                                                      |
| 11 |            |            | Brasil de Santos      | 1       | 1954                                                                                      |
| 11 |            |            | Águia de Ouro         | 1       | 2020                                                                                      |

Entre as quinze escolas de samba campeãs até 2025:
- 8 estão no Grupo Especial: Mocidade Alegre (desde 1971), Rosas de Ouro (desde 1975), Império de Casa Verde (desde 2003), Gaviões da Fiel (desde 2008), Acadêmicos do Tatuapé (desde 2013), Águia de Ouro (desde 2019), Camisa Verde e Branco (desde 2024) e Vai-Vai (desde 2024).

- 2 estão no Grupo de Acesso: Nenê de Vila Matilde (desde 2023) e Mancha Verde (a partir de 2026).
- 2 estão no Grupo de Acesso 2: Unidos do Peruche (desde 2020) e X-9 Paulistana (a partir de 2026).

- 1 está no Grupo Especial de Bairros: Lavapés (desde 2024).

- A Brasil de Santos continua a desfilar em Santos.

- A Garotos do Itaim está extinta.

- Diversas notas dadas pelos jurados já foram discutidas durante e após a apuração.

- No modelo atualizado de notas decimais (9,9; 9,8; ...), a nota mais baixa foi da Peruche, em 2011, ao tirar 8.

## Campeonatos pós-Sambódromo do Anhembi
Entre 1977 a 1990, antes da construção do Sambódromo do Anhembi, as escolas de samba de São Paulo desfilavam na Avenida Tiradentes. Abaixo a lista de escolas campeãs considerando apenas os desfiles no Sambódromo:
| Títulos | Escola de samba       | Anos                                                  |
| ------- | --------------------- | ----------------------------------------------------- |
| 9       | Vai-Vai               | 1993, 1996, 1998, 1999, 2000, 2001, 2008, 2011 e 2015 |
| 8       | Mocidade Alegre       | 2004, 2007, 2009, 2012, 2013, 2014, 2023 e 2024       |
| 5       | Rosas de Ouro         | 1991, 1992, 1994, 2010 e 2025                         |
| 4       | Gaviões da Fiel       | 1995, 1999, 2002 e 2003                               |
| 3       | Império de Casa Verde | 2005, 2006 e 2016                                     |
| 2       | Camisa Verde e Branco | 1991 e 1993                                           |
| 2       | X-9 Paulistana        | 1997 e 2000                                           |
| 2       | Acadêmicos do Tatuapé | 2017 e 2018                                           |
| 2       | Mancha Verde          | 2019 e 2022                                           |
| 1       | Nenê de Vila Matilde  | 2001                                                  |
| 1       | Águia de Ouro         | 2020                                                  |

## Campeonatos consecutivos
| Títulos | Escola de samba       | Anos                    |
| ------- | --------------------- | ----------------------- |
| 4       | Camisa Verde e Branco | 1974, 1975, 1976 e 1977 |
| 4       | Lavapés               | 1950, 1951, 1952 e 1953 |
| 4       | Vai-Vai               | 1998, 1999, 2000 e 2001 |
| 3       | Nenê de Vila Matilde  | 1958, 1959 e 1960       |
| 3       | Nenê de Vila Matilde  | 1968, 1969 e 1970       |
| 3       | Mocidade Alegre       | 1971, 1972 e 1973       |
| 3       | Mocidade Alegre       | 2012, 2013 e 2014       |
| 3       | Unidos do Peruche     | 1965, 1966 e 1967       |
| 3       | Vai-Vai               | 1986, 1987 e 1988       |
| 3       | Camisa Verde e Branco | 1989, 1990 e 1991       |
| 3       | Rosas de Ouro         | 1990, 1991 e 1992       |
| 2       | Vai-Vai               | 1981 e 1982             |
| 2       | Rosas de Ouro         | 1983 e 1984             |
| 2       | Gaviões da Fiel       | 2002 e 2003             |
| 2       | Império de Casa Verde | 2005 e 2006             |
| 2       | Acadêmicos do Tatuapé | 2017 e 2018             |
| 2       | Mocidade Alegre       | 2023 e 2024             |

## Distância entre títulos
Abaixo, a listagem de intervalos entre títulos de uma mesma escola. A maior distância entre dois campeonatos ocorreu com a Mocidade Alegre, que demorou 24 anos para conquistar seu quinto título de campeã.
| Tempo   | Escola (distância entre títulos) |
| ------- | --- |
| 24 anos | Mocidade Alegre (1980–2004) |
| 16 anos | Nenê de Vila Matilde (1985–2001) e Rosas de Ouro (1994–2010) |
| 15 anos | Nenê de Vila Matilde (1970–1985) e Rosas de Ouro (2010–2025) |
| 10 anos | Camisa Verde e Branco (1979–1989) e Império de Casa Verde (2006–2016) |
| 9 anos  | Mocidade Alegre (2014–2023) |
| 7 anos  | Mocidade Alegre (1973–1980) e Vai-Vai (2001–2008) |
| 6 anos  | Rosas de Ouro (1984–1990) e Mocidade (1979–1985) |
| 5 anos  | Unidos do Peruche (1957–1962) e Lavapés (1956–1961) e Vai-Vai (1988–1993) |
| 4 anos  | Vai-Vai (1982–1986 e 2011–2015) e Gaviões da Fiel (1995–1999); |
| 3 anos  | Lavapés (1953–1956), Unidos do Peruche (1962–1965), Nenê de Vila Matilde (1962–1965 e 1965–1968), Vai-Vai (1978–1981, 1993–1996 e 2008–2011), X-9 Paulistana (1997–2000), Gaviões da Fiel (1999–2002), Mocidade Alegre (2004–2007 e 2009–2012) e Mancha Verde (2019–2022) |
| 2 anos  | Nenê de Vila Matilde (1956–1958 e 1960–1962), Camisa Verde e Branco (1977–1979 e 1991–1993), Rosas de Ouro (1992–1994), Vai-Vai (1996–1998) e Mocidade Alegre (2007–2009)                                                                                                 |